# Веселият скелет
„Веселият скелет“ (на френски: Le squelette joyeux) е френски късометражен анимационен ням филм от 1898 година, заснет от продуцента и режисьор Луи Люмиер.

## Сюжет
Филмът показва играчка, направена под формата на скелет, която танцува. На него последователно му се отделят и прикрепят към тялото ръцете, краката и главата. Накрая той цялостно се разхвърча и събира, след което се скрива от кадъра.